# Criacionismo

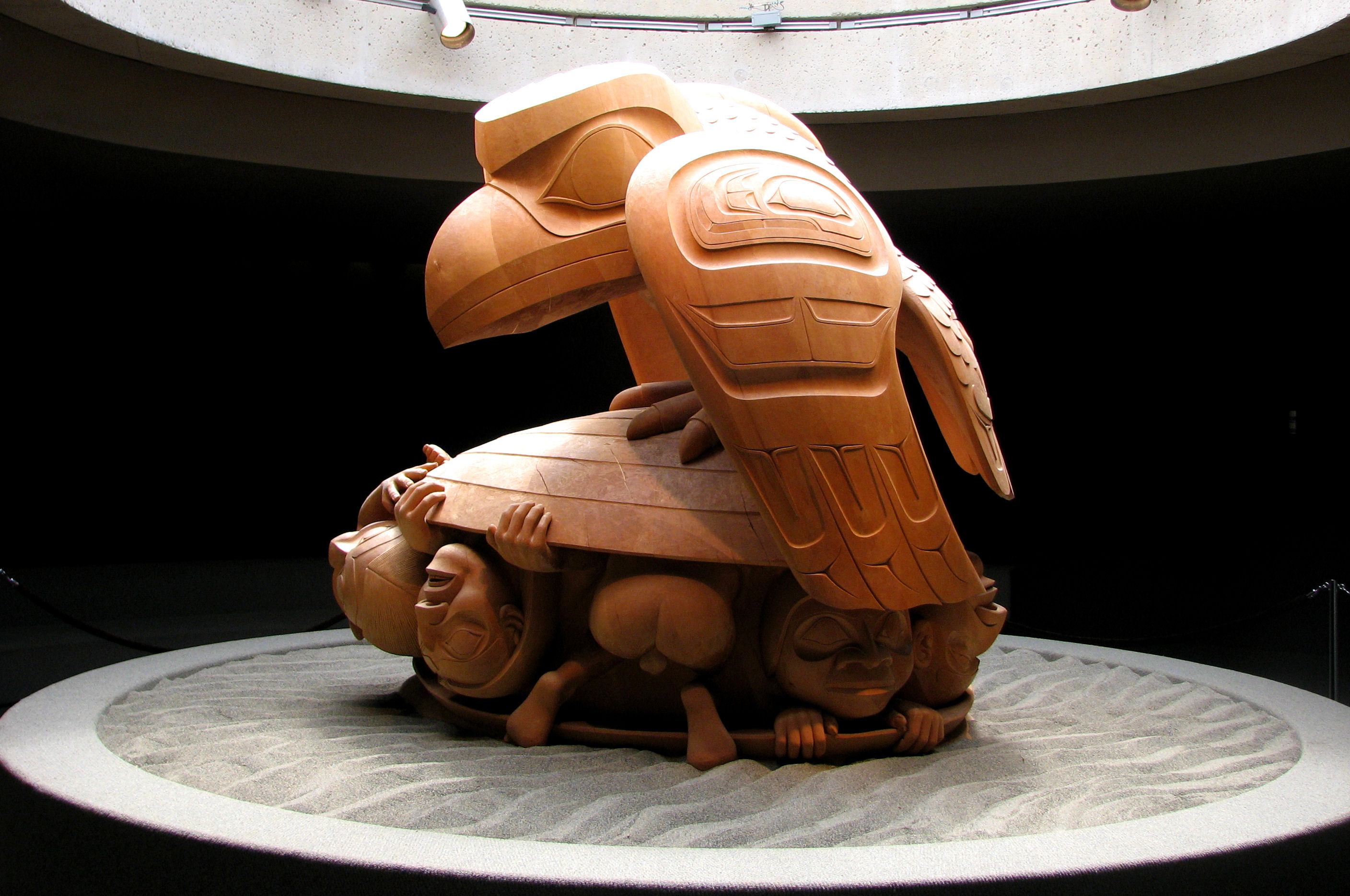
Escultura Corvo e O Primeiro Homem, de Bill Reid, ilustrando parte de um mito criacionista do povo Haida, nativo do território do atual Canadá.

O criacionismo é a crença religiosa de que a humanidade, a vida, a Terra e/ou o universo são a criação de um agente sobrenatural. No entanto, o termo é mais comumente usado para se referir à rejeição, por motivação religiosa, de certos processos biológicos, particularmente a evolução. Desde o desenvolvimento da ciência evolutiva a partir do século XVIII, vários pontos de vista criados tiveram como objetivo conciliar a ciência com a narrativa de criação do Gênesis. Nessa época, aqueles que mantinham a opinião de que as espécies tinham sido criadas separadamente eram geralmente chamados de "defensores da criação", mas eram ocasionalmente chamados "criacionistas" em correspondências privadas entre Charles Darwin e seus amigos.
À medida que a controvérsia da criação versus evolução se desenvolveu, o termo "antievolucionistas" tornou-se mais comum. Em 1929, nos Estados Unidos, o "criacionismo" tornou-se o primeiro termo especificamente associado com a oposição de cristãos fundamentalistas para a evolução humana e a crença em uma Terra Jovem, embora seu uso tenha sido contestado por outros grupos que acreditam em vários outros conceitos de criação.
Desde os anos 1920, o criacionismo, nos Estados Unidos, foi estabelecido em nítido contraste com as teorias científicas, como a da evolução, que decorrem a partir de observações naturalistas do Universo e da vida. Criacionistas acreditam que a evolução não pode explicar adequadamente a história, a diversidade e a complexidade da vida na Terra. Criacionistas conservadores das religiões judaica e cristã geralmente baseiam as suas crenças em uma leitura literal do mito da criação do Gênesis. No entanto, outras grandes religiões têm mitos criacionistas diferentes, enquanto que os vários indivíduos religiosos variam em sua aceitação das descobertas científicas. Por exemplo, Papa Francisco, o líder mundial dos católicos romanos, afirmou que o evolucionismo e a teoria do Big Bang são linhas de pensamento corretas e que não entram em conflito com o catolicismo. Além disso, os chamados criacionistas evolucionários possuem diferentes conceitos de criação e aceitam a idade da Terra e a evolução biológica conforme descrito pela comunidade científica.
Quando a corrente principal da pesquisa científica produz conclusões teóricas que contradizem a interpretação criacionista literal de escrituras consideradas sagradas por religiosos, os que defendem o criacionismo, muitas vezes, acabam por rejeitar conclusões obtidas através do método científico, teorias científicas ou a metodologia usada nos estudos. A rejeição do conhecimento científico tem suscitado controvérsias políticas e teológicas. Dois ramos derivados do criacionismo—"ciência da criação" e "design inteligente"—têm sido caracterizados como pseudociências pela grande maioria da comunidade científica. A mais notável preocupação de criacionistas é contestar o processo de evolução dos organismos vivos, a ideia da origem comum, a história geológica da Terra, a formação do sistema solar e a origem do universo.

## Uso do termo
Dentro do termo criacionismo, um vasto espectro de hipóteses podem ser enquadradas, que podem vir a sustentar interpretação em diversos graus de literalidade de livros sagrados como o Gênesis ou o Corão.
Na maioria das civilizações antigas, tanto como nas atuais, é possível encontrar relatos tentando explicar a origem de tudo como um ato intencional criativo, muitas vezes destacando uma figura como o originador da vida.

## Tradições criacionistas
Movimentos criacionistas existem entre pessoas de diferentes religiões como o judaísmo, hinduísmo, cristianismo e islamismo.

### Fé bahá'í
A Fé Bahá'í sustenta a harmonia entre religião e ciência como um princípio fundamental. Os Bahá'ís se referem à narração bíblica da criação como um símbolo, embora importante e cheia de significados simbólicos. Longe de aceitar a ideia de uma Terra Jovem, a teologia Bahá'í que se refere à Terra como antiga.
A humanidade, de acordo com os bahá'ís, mudou de forma física ao longo do tempo. A teologia Bahá'í sustenta que a humanidade é uma espécie de essência - uma realidade essencial e parte da criação eterna de Deus; como uma espécie biológica, no entanto, a humanidade passou por várias mudanças e adaptações físicas ao longo do tempo. A fé Bahá'í refere-se à evolução (como um progresso de forma física) e ao ato de criação divina como processos relacionados ou até mesmo como um mesmo processo visto de diferentes contextos. Entretanto, a literatura Bahá'í sustenta que a humanidade é distinta de outras partes da criação da Terra - que a humanidade só tem uma alma, e é capaz do pensamento abstrato e do desenvolvimento espiritual.

### Grécia Antiga
Segundo os gregos antigos, conforme o texto antigo Teogonia, de Hesíodo, o princípio de todas as coisas está associado a um Caos Primordial, num tempo em que a Ordem não tinha sido ainda imposta aos elementos do mundo. Do Caos nasceu Gaia (a Terra) e depois Eros (o Amor). Posteriormente, Caos engendrou o Érebo (as trevas infernais) e a noite (Nix), e da união de Érebo e Nix nasceram o dia (Hemera) e o Éter. Gaia engendrou o céu (Urano), as montanhas (Óreas) e o mar (Ponto). A partir destes deuses primordiais nasceram também os Titãs, os Gigantes e as Ninfas dos Bosques, sendo os principais deuses filhos e descendentes dos Titãs. Prometeu, filho do titã Jápeto, criou artesanalmente a raça humana – homens e mulheres – moldando-os com argila e água. E então Atena, deusa da sabedoria, ao ver essas criaturas, insuflou em seu interior alma e vida.

### Hinduísmo
No hinduísmo, o tempo não é linear como em outras crenças. Aqui, o tempo tem uma natureza circular, pois a criação e a evolução são repetidas eternamente, em ciclos de renovação e destruição simbolizados pela dança rítmica do deus Shiva. "Na noite do Brahma – essência de todas as coisas – a natureza é inerte e não pode se mover até que Shiva assim o deseje. Shiva desperta de seu sono profundo e através de sua dança faz aparecer a matéria à sua volta. Dançando, Shiva sustenta seus infinitos fenômenos e, quando o tempo se esgota, ainda dançando, ele destrói todas as formas por meio do fogo e se põe de novo a descansar".

### Iorubá
Na crença de Iorubá, o processo de criação envolve várias divindades. Em uma das versões, Olorum – Senhor Deus Universal – criou primeiramente todos os Orixás (divindades) para habitar Orun (o Céu, mundo espiritual), com o objetivo de usá-los como auxiliares para executar todas as tarefas que estariam relacionadas com a própria criação e o posterior governo do mundo. Então, Olorum encarregou Obatalá de criar o mundo; mas este, com pressa, não rendeu a Bará os tributos devidos e, durante sua caminhada, parou para beber vinho de palmeira e, embriagando-se, adormeceu. Oduduá, a Divina Senhora, foi ao encontro de Obatalá e, ao vê-lo adormecido, pegou os elementos da criação e começou a formação física da terra. Ela mandou que cinco galinhas-d'angola começassem a ciscar a terra, espalhando-a, dando assim origem aos continentes. Oduduá soltou então os pombos brancos - símbolo de Oxalá – e assim nasceram os céus. De um camaleão fez surgir o fogo e, com caracóis, ela criou o mar.

### Islamismo
O criacionismo islâmico é a crença de que o universo (incluindo a humanidade) foi criado diretamente por Deus, como é explicado no Alcorão. Ele geralmente vê o Livro do Gênesis como uma versão corrompida da mensagem de Deus. Os mitos da criação do Alcorão são vagos e permitem uma ampla gama de interpretações semelhantes aos de outras religiões abraâmicas.  Os muçulmanos em geral aceitam as posições científicas sobre a idade da Terra e do universo, porém, ao contrário dos muçulmanos Ahmadi, não aceitam a evolução. Os muçulmanos acreditam que os humanos foram inseridos na Terra em uma data muito posterior a partir da criação da terra.[carece de fontes?]
O Islã também tem seu próprio evolucionismo teísta, que sustenta que a análise científica dominante sobre a origem do universo, é apoiada pelo Alcorão. Alguns muçulmanos acreditam no criacionismo evolucionista, especialmente entre os movimentos liberais dentro do islamismo.
Khalid Anees, presidente da Sociedade Islâmica da Grã-Bretanha, em uma conferência chamada "Criacionismo: Ciência e Fé nas Escolas", fez as citações seguintes: Não há contradição entre o que é revelado no Alcorão e a seleção natural e sobrevivência do mais apto. No entanto, alguns muçulmanos, como Adnan Oktar, não concordam que uma espécie possa se desenvolver a partir de outra.
Mas também há um movimento crescente de criacionismo islâmico. Semelhante ao criacionismo cristão, não há preocupação em relação a conflitos percebidos entre o Alcorão e os principais pontos da teoria evolucionista. O local principal desse movimento é a Turquia, onde menos de 25% das pessoas acreditam na evolução.
Existem vários versículos do Alcorão que alguns escritores modernos têm interpretado como sendo compatíveis com a expansão do universo, as teorias do Big Bang e Big Crunch.
Muitos países de maioria islâmica aboliram o uso de livros didáticos que contêm dados sobre a evolução humana.

### Judaísmo e cristianismo

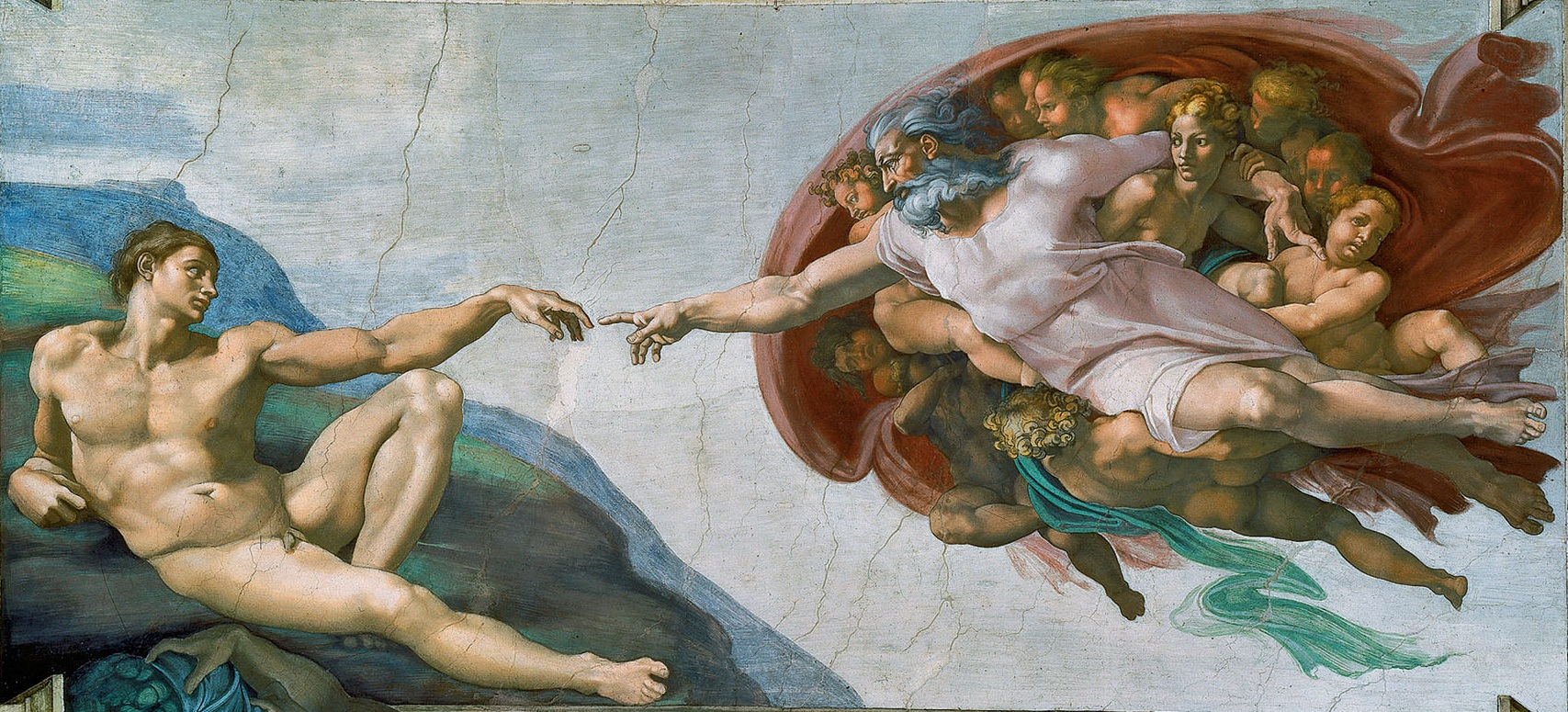
A Criação de Adão, afresco de 1511 de Michelangelo no teto da Capela Sistina.

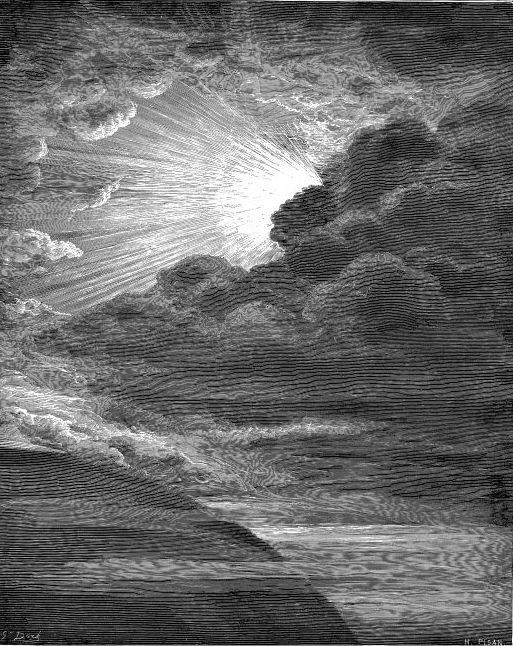
Gravura de Gustave Doré retratando uma representação literal de Gênesis 1: 1 ("Haja luz").

Na tradição judaico-cristã sobre a criação divina do mundo, que é baseada em Gênesis, um ser único e absoluto, denominado Javé ou Jeová (ou Deus), perfeito, incriado, que existe por si só e não depende da existência do Universo, é o elemento central da estrutura criacionista. Exercendo seu infinito poder criativo, ele criou o Universo em seis dias e no sétimo descansou. Sempre através de palavras, no primeiro dia, ele fez a luz e separou o dia da noite; no segundo dia, ele criou o céu; no terceiro dia, a terra e o mar, as árvores e as plantas; no quarto dia, o Sol, a Lua e as estrelas; no quinto dia, os peixes e as aves; e, no sexto dia, ele criou os animais e, por fim, ele fez o homem e a mulher (Adão e Eva) à sua imagem e semelhança.

#### DesignInteligente
Dentre os argumentos dos criacionistas, destaca-se a Teoria do Design Inteligente (DI, ou ID, de intelligent design), que, embora não conteste um processo gradual de evolução, aponta uma causa inteligente para as características naturais dos seres vivos. Os criacionistas também têm questionado a evolução usando a "análise crítica da evolução", ao realizar perguntas sobre assuntos aos quais a ciência ainda não obteve respostas. Já os evolucionistas consideram, a teoria do design inteligente, apenas o criacionismo clássico travestido de pseudociência para poder ser ensinado nas escolas. Assim foi considerada em decisão judicial, pelo juiz John Jones, que proibiu seu ensino em escolas públicas.

#### Posição oficial da Igreja Católica
Atualmente, muitos católicos, defendendo a posição oficial da Igreja Católica, não são estritamente criacionistas, porque, apesar de acreditarem na criação divina, eles aceitam ao mesmo tempo as teorias da evolução e do Big-Bang, desde que elas continuam a ser cientificamente válidas. Neste caso, que pode ser chamado de criacionismo evolucionista ou evolucionismo criacionista, os católicos defendem que estas teorias científicas não negam a origem divina do mundo, tendo somente a função de descrever o método com que Deus tenha criado todas as coisas. Aliás, a própria Igreja Católica, através do seu Magistério, não considera o criacionismo e o design inteligente como teorias científicas ou teológicas. O próprio Papa Francisco afirmou que o evolucionismo e a teoria do Big Bang são linhas de pensamento corretas e que não entram em conflito com o catolicismo romano.

### Mitologia chinesa
Nas crenças chinesas, Pan Ku, o Deus-Absoluto, nasce a partir de um Ovo Primordial e o processo de criação se concretiza com um sacrifício divino. Pan Ku morre, dando então origem à vida: de seu crânio, surgiu a abóboda do firmamento e, de sua pele, a terra que cobre os campos; de seus ossos, vieram as pedras; de seu sangue, os rios e os oceanos; de seu cabelo, veio toda a vegetação. Sua respiração se transformou em vento, sua voz em trovão; seu olho direito se transformou na lua, seu olho esquerdo no sol. De sua saliva e suor, veio a chuva. E, dos vermes que cobriam seu corpo, surgiu a humanidade.

## Conceitos
As teorias criacionistas surgem através da fala do possível criador com o homem ou a partir da experiência humana primitiva com o objetivo de responder às indagações do homem sobre a origem do Universo – um tema sempre presente no espírito humano em todas as épocas e em todas as civilizações. Assim, na tentativa de explicar a essência de todas as coisas e estabelecer um elo entre o compreensível e o incompreensível, entre o físico e o metafísico, uma quantidade infindável de respostas foram elaboradas pelo que uns dizem ser a imaginação humana e outros dizem ser a própria vontade de suas divindades, transcritas nos textos e nos ritos sagrados de várias culturas.
Algumas linhas do pensamento criacionista ambicionam oferecer um tipo de argumentação que não se restringe somente a esta convicção religiosa. Assim, buscam fundamentar a afirmação da origem divina do universo e dos seres vivos em argumentos não somente religiosos, mas também científicos e filosóficos. Tais argumentos, em alguns casos refutam completamente evolucionismo biológico, e em outros casos aceitam parcialmente, com ressalvas, o evolucionismo biológico.

### Criacionismo dito científico
Dentre os criacionistas de terra antiga e clássicos figuram-se aqueles que denominam-se defensores de um criacionismo científico, que se fundamenta em supostas evidências de que houve planejamento no surgimento das espécies (no que se associa ao chamado Design Inteligente, do planeta e de todo o universo ,em suma, argumentos teleológicos). Essa posição pretendente a científica aponta para a existência de um ser criador sem identificá-lo; enquanto o criacionismo religioso afirma quem é o criador. Mas invariavelmente, os defensores deste tipo de criacionismo tenderão a associar suas afirmações com a narrativa bíblica.
O problema deste tipo de afirmação é que contraria na atual definição de ciência (pela Filosofia da Ciência) o que seja o princípio de demarcação: a ciência não pode fazer afirmações com base em um suposto agente sobrenatural, que esteja além das evidências. Logo, pode-se afirmar que exista a ação de uma entidade sobrenatural, mas não se pode afirmar que esta afirmação seja científica.

### Teologia evolucionista
Alguns teólogos têm procurado conciliar os textos bíblicos com a Teoria da Evolução. Teilhard de Chardin foi um padre jesuíta, teólogo, filósofo e paleontólogo francês que logrou construir uma visão integradora entre ciência e teologia. Através de suas obras, legou-nos uma filosofia que reconcilia a ciência do mundo material com as forças sagradas do divino e sua teologia. Disposto a desfazer o mal-entendido entre a ciência e a religião, conseguiu ser mal visto pelos representantes de ambas. Muitos colegas cientistas negaram o valor científico de sua obra, acusando-a de vir carregada de um misticismo e de uma linguagem estranha à ciência. Do lado da Igreja Católica, por sua vez, foi proibido de lecionar, de publicar suas obras teológicas e submetido a um quase exílio na China.
| “ | Aparentemente, a Terra Moderna nasceu de um movimento antirreligioso. O Homem bastando-se a si mesmo. A Razão substituindo-se à Crença. Nossa geração e as duas precedentes quase só ouviram falar de conflito entre Fé e Ciência. A tal ponto que pôde parecer, a certa altura, que esta era decididamente chamada a tomar o lugar daquela. Ora, à medida que a tensão se prolonga, é visivelmente sob uma forma muito diferente de equilíbrio – não eliminação, nem dualidade, mas síntese – que parece haver de se resolver o conflito. | ” |

O padre Ariel Álvarez Valdez sustenta que se trata de uma parábola composta por um catequista hebreu, a quem os estudiosos chamam de "yahvista", escrita no século X a.C., que não pretendia dar uma explicação científica sobre a origem do homem, mas sim fornecer uma interpretação religiosa, e elegeu esta narração na qual cada um dos detalhes tem uma mensagem religiosa, segundo a mentalidade daquela época.
John F. Haught, filósofo americano criador do conceito de Teologia evolucionista, diz que "o retrato da vida proposto por Darwin constitui um convite para que ampliemos e aprofundemos nossa percepção do divino. A compreensão de Deus que muitos e muitas de nós adquirimos em nossa formação religiosa inicial não é grande o suficiente para incorporar a biologia e a cosmologia evolucionistas contemporâneas. Além disso, o benigno designer [projetista] divino da teologia natural tradicional não leva em consideração, como o próprio Darwin observou, os acidentes, a aleatoriedade e o patente desperdício presentes no processo da vida", e que "Uma teologia da evolução, por outro lado, percebe todas as características perturbadoras contidas na explicação evolucionista da vida". Sobre as ideias de Richard Dawkins, Haught declara que: "A crítica da crença teísta feita por Dawkins se equipara, ponto por ponto, ao fundamentalismo que ele está tentando eliminar".
Ilia Delio, teóloga americana, sustenta que a teologia pode "tirar proveito" das aquisições de uma ciência que vê, na "mutação", o núcleo essencial da matéria.
O Rabino Nilton Bonder sustenta que: "a Bíblia não tem pretensões de ser um manual eterno da ciência, e sim da consciência. Sua grande revelação não é como funciona o Universo e a realidade, mas como se dá a interação entre criatura e Criador".

Em 2014, o Papa Francisco afirmou que: 
| “ | A evolução da natureza não contrasta com a noção de criação, como a evolução pressupõe a criação de seres que evoluem. | ” |

## Críticas

### Científicas
A ciência é um sistema de conhecimento baseado na observação, evidências empíricas testáveis e em explicações dos fenômenos naturais. Por outro lado, o criacionismo é baseado em interpretações literais de narrativas de determinados textos religiosos. Algumas crenças criacionistas envolvem supostas forças que se encontram fora da natureza, tais como a intervenção sobrenatural, e estas não podem ser confirmadas ou refutadas por cientistas. No entanto, muitas crenças criacionistas podem ser enquadradas como previsões testáveis sobre fenômenos como a idade da Terra, sua história geológica e origens, e distribuição e relações dos organismos vivos encontrados nela. A ciência do início incorporou elementos dessas crenças, mas, como a ciência se desenvolveu, essas crenças foram sendo provadas como falsas e foram substituídas por entendimentos com base em evidências acumuladas e reprodutíveis. Alguns cientistas, como Stephen Jay Gould, consideram a ciência e a religião como dois campos compatíveis e complementares, sendo autoridades em áreas distintas da experiência humana, os chamados magistérios não-sobrepostos. Esta visão é também apoiada por muitos teólogos, que acreditam que as origens e o significado da vida são temas abordados pela religião, mas são a favor das explicações científicas dos fenômenos naturais sobre as crenças criacionistas. Outros cientistas, como Richard Dawkins, rejeitam que os magistérios não se sobrepõem e argumentam que, refutando a interpretação literal dos criacionistas, o método científico também prejudica os textos religiosos como uma fonte de verdade. Independentemente da diversidade de pontos de vista, uma vez que as crenças criacionistas não são suportadas pela evidência empírica, o consenso científico é de que qualquer tentativa de ensinar o criacionismo como ciência deve ser rejeitada.

### Cristãs
Muitos cristãos discordam do ensino do criacionismo. Várias organizações religiosas, entre elas a Igreja Católica, dizem que a sua fé não está em conflito com o consenso científico a respeito do processo evolutivo. O Clergy Letter Project, que coletou mais de 13 mil assinaturas, é um "esforço desenvolvido para demonstrar que a religião e a ciência podem ser compatíveis." O próprio Papa Francisco afirmou que o evolucionismo e a teoria do Big Bang são linhas de pensamento corretas e que não entram em conflito com o catolicismo romano.

No artigo "Design Inteligente como um problema teológico", George Murphy argumenta contra a visão de que a vida na Terra, em todas as suas formas, é uma evidência direta do ato da criação de Deus (Murphy cita a reivindicação de Phillip Johnson de que "um Deus que agiu de forma aberta e deixou suas impressões digitais em todas as provas."). Murphy argumenta que esta visão de Deus é incompatível com a compreensão cristã de Deus como "aquele revelado na cruz e na ressurreição de Jesus." A base dessa teologia é Isaías 45:15, "Verdadeiramente, tu és um Deus que te ocultas, ó Deus de Israel, o Salvador." Ele observa que a execução de um carpinteiro judeu por parte das autoridades romanas é em si um acontecimento comum e não exige ação divina. Pelo contrário, para a crucificação ocorrer, Deus teve de limitar ou "esvaziar" a si mesmo. Foi por esta razão que Paulo escreveu em Filipenses 2:5-8,
Tende em vós o mesmo sentimento que houve também em Cristo Jesus, pois ele, subsistindo em forma de Deus, não julgou como usurpação o ser igual a Deus; antes, a si mesmo se esvaziou, assumindo a forma de servo, tornando-se em semelhança de homens; e, reconhecido em figura humana, a si mesmo se humilhou, tornando-se obediente até à morte e morte de cruz.

Murphy conclui que,
Assim como o filho de Deus limitou-se, tomando forma humana e morrendo na cruz, Deus limita a ação divina no mundo para estar de acordo com leis racionais que Deus escolheu. Isto nos permite compreender o mundo em seus próprios termos, mas também significa que os processos naturais se escondem de Deus a partir da observação científica.
Para Murphy, uma teologia da cruz exige que os cristãos aceitem um naturalismo metodológico, o que significa que não se pode invocar Deus para explicar fenômenos naturais, embora reconhecendo que essa aceitação não exige aceitar um naturalismo metafísico, que propõe que a natureza é tudo o que há.
Outros cristãos têm expressado dúvidas sobre o ensino do criacionismo. Em março de 2006, o Arcebispo de Cantuária, Rowan Williams, líder dos anglicanos do mundo, declarou seu desconforto sobre o ensino do criacionismo, dizendo que o criacionismo era "uma espécie de erro de categoria, como se a Bíblia fosse uma teoria como outras teorias." Ele também disse: "Minha preocupação é que o criacionismo pode acabar reduzindo a doutrina da criação em vez de melhorá-la." As opiniões da Igreja Episcopal, ramo americano da Comunhão Anglicana, sobre o ensino do criacionismo também são as mesmos que Williams.
Em abril de 2010, a Academia Americana de Religião emitiu Guidelines for Teaching About Religion in K‐12 Public Schools in the United States, que incluiu a orientação de que a ciência da criação ou o design inteligente não deveria ser ensinado nas aulas de ciências, sendo que a "ciência da criação e o design inteligente representam visões de mundo que estão fora do domínio da ciência que é definida como (e se limita a) um método de pesquisa baseado na recolha de evidência observável e mensurável para os princípios específicos de raciocínio." No entanto, eles, assim como outras "visões de mundo que se centram sobre a especulação sobre as origens da vida representam uma outra forma importante e relevante da investigação humana, que está adequadamente estudada na literatura ou em cursos de ciências sociais. Tal estudo, entretanto, deve incluir uma diversidade de visões de mundo representando uma variedade de perspectivas filosóficas e religiosas e deve evitar privilegiar uma visão como mais legítima do que outras."